# James Gunn (író)
James Edwin Gunn (Kansas City, Missouri, 1923. július 12. – Lawrence, Kansas, 2020. december 23.) amerikai sci-fi-író.

## Művei

### Regények
- Star Bridge (1955, Jack Williamsonnal)
- This Fortress World (1955)
- The Joy Makers (1961)
- The Immortal (1970)
- The Listeners (1972)
- The Magicians (1976)
- Kampus (1977)
- The Dreamers (1981)
- Crisis! (1986)
- The Joy Machine (1996)
- The Millennium Blues (2001)
- Human Voices (2002)
- Gift from the Stars (2005)
- Transcendental (Transcendental Machine #1) (2013)
- Transgalactic (Transcendental Machine #2) (2016)
- Transformation (Transcendental Machine #3) (2017)

### Novelláskötetek
- Station in Space (1958)
- Future Imperfect (1964)
- The Immortals (964)
- The Witching Hour (1970)
- Breaking Point (1972)
- The Burning (1972)
- Some Dreams Are Nightmares (1974)
- The End of the Dreams (1975)

## Díjai
- Hugo-díj a legjobb nem sci-fi-könyvnek (1983)
- Damon Knight Memorial Grand Master (2007)
- Science Fiction and Fantasy Hall of Fame (2015)